# ルノー・4CV
ルノー・4CV（Renault 4CV ）は、フランスのルノーが1946年から1961年まで生産した小型乗用車である。車名の「4CV」は「4馬力」を意味するが、これは実際のエンジン出力ではなく、フランスにおけるかつての自動車課税基準である「課税馬力」（Cheval fiscal）のうち、当時のカテゴリで「4CV」に相当することに由来する。
フォルクスワーゲン・タイプ1の影響のもと、そのリアエンジンレイアウトを踏襲して経済的な国民車（大衆車）として作られ、フランスで初めてミリオンセラーとなった乗用車である。

## 構造
フル・モノコック構造の軽量な4ドア4座セダンボディを備え、サスペンションは前後ともコイルスプリング支持の独立懸架である。車体後部に水冷直列4気筒OHVエンジンを縦置きし、後輪を駆動するリアエンジン・リアドライブ方式を用いた。ステアリングギアボックスは操縦性の良いラック・アンド・ピニオン式であった。
当初760 cc・17馬力だったが、ほどなく1950年には748 ccに僅かながら縮小された。これはレースに出場する場合750 ccがクラス分けの基準であったことからそのラインに合わせたものであり、戦後の復興期にこのクラスの小型車にまでレース出場を考慮した排気量変更を行ったのは注目すべき措置である。このエンジンに3速MTを組み合わせ、わずか600 kg弱のボディを最高速度100 km/hに到達させた。

## 開発
4CVは当初、フランスのナチス・ドイツ占領時代にルノーの技術者が開発していたものだった。当時、開発・生産は商用および軍用目的に制約され、乗用車の開発が厳しく制限された中で密かにおこなわれていた。
フェルナン・ピカール（Fernand Picard ）が率いた設計チームでシャルル・エドモン・セール（Charles-Edmond Serre ）、ジャン・オーギュスト・リオルフォ（Jean-Auguste Riolfo ）らが、社会窮乏期に適合する小型エコノミーカーを作り上げた。1942年に最初の試作車が完成、つづく3年間でさらに2種の試作がなされた。
4CVについては、フォルクスワーゲンの設計者であるフェルディナント・ポルシェがドイツ敗戦後のフランス抑留中に設計させられたという俗説がしばしば伝わっているがこれは伝説であり、史実は1945年ルノー側が拘留中のポルシェに4CV試作車に関する講評とアドバイスを求めたに過ぎない。試作車を実見したポルシェは「良い設計の自動車である」と評価し、サスペンション改良に関するアドバイスを与えたという。
ドイツから解放された1944年時点で、ルノーには2つのニューモデルのプランがあった。一つは小型車の4CV、もう一つはフロントエンジンだが後輪にスイングアクスル独立懸架を用いた2,000 cc級中型セダンである。世相から見てより必要とされていたのは明らかに前者であり、のちに「ルノー・フレガート」となった中型セダンの市販は、1950年まで遅れた。

## 発売後
1946年パリサロンで4CVは公衆の前に姿を現した。発表の席では、"La motte de beurre"（バターのかたまり）とよばれた。その形とドイツ陸軍が北アフリカで使用したサンドイエローの色からだった。初期モデルの塗装はサンドイエローが多く使われた。その生産に際してはトランスファーマシンの導入による効率化も図られ、近代的な量産体制が整えられた。
発表当初はフランス経済自体が不透明で売れ行きも良くなかったが、やがて生産は軌道に乗り、戦後の国営化で再発足したルノー公団の経営を支えた。1949年半ばには37,000台が売れて、フランスで一番人気の車となっていた。生産は10年以上も継続されることになった。
1956年には後継としてルノー・ドーフィンが発表されたが、ドーフィンは4CVよりも価格が上がり、結局4CVは廉価版として、ドーフィンの生産終了前年の1961年まで共に生産された。4CVは1,105,547台が生産され、フランス車で初のミリオンセラー車（100万台以上販売した車）となった。
実質的な後継としては4CVと同型エンジンを搭載し、車名も同じ「4CV」級を意味する名とした前輪駆動車ルノー・4が1961年に発売され、ほぼ同額で販売された。

## 4CVと競技
4CVはシャーシ自体の基本設計が当時としては優れており、操縦性が良好だった。改造も容易で、レースやラリーにしばしば出場し、1940年代末から1950年代にはル・マン24時間レースやミッレミリアの750 ccクラスで何度も優勝している。
またレーシングカーの改造ベースとしても多用された。アルピーヌとルノーが最初に組んだのはアルピーヌ・A106で、これは4CVベースで製作されていた。両社のチームワークは後にアルピーヌ・A110で世界ラリー選手権（WRC）優勝を果たしている。

## 日野・ルノー4CV
4CVは日本において、日野自動車がライセンス生産を行った。
1953年（昭和28年）からルノー公団との契約のもとノックダウン生産を開始した。順次国産部品の調達率を高め、1958年（昭和33年）3月ついに完全国産化を達成、フランス本国での生産が終了した後も1963年（昭和38年）8月まで生産された。
その間には日本の悪路に適合するよう足回りの強化が行われ、エンジンも強化、また当時の中速車・高速車規格に適合させるためバンパー延長で車体長を稼ぐなどの措置も行われている。後に日野・コンテッサのエンジン開発などを担当した鈴木孝によれば、吸気口をフロント側に移設する・マフラーを独自設計する・エアクリーナーを不織布ベースのものに変更するといった改良も行われたという。
軽量で機動力に富んだミニマムな4ドア車という特性からタクシーにも好んで使われ、その愛嬌ある姿から一般にも「亀の子ルノー」などと呼ばれて親しまれた。